# Fredrik Östling
Lars Fredrik Nilsson har senare bytt namn till Fredrik Östling, född 5 april 1976, är en svensk tidigare handbollsmålvakt.

## Klubbkarriär
Östling började sin handbollskarriär i Göteborg i klubben BK Heid. Efter att ha spelat för ungdomslandslaget värvades han till HK Drott 1997. Fredrik Nilsson spelade 113 matcher i HK Drott och gjorde ett mål. Matchstatistiken talar för att han spelade för HK Drott i fyra säsonger. Nilsson blev svensk mästare med Drott 1999, och spelade även för Drott i EHF-cupen säsongen 1997/1998. Han lämnade HK Drott för göteborgsklubben Heim.
Heim var klubbadress till 2003, då han återvände till BK Heid. Han spelade sedan kvar i BK Heid åtminstone till 2008 men hade då bytt namn till Fredrik Östling.
Han spelade också 4 ungdomslandskamper i sin ungdom 1995/1996 då han spelade för BK Heid.